# 平松一夫
平松一夫（日语：／ Hiramatsu Kazuo */?，1947年8月10日—2020年12月2日），日本会计学者，關西學院大學名誉教授。长期从事财务会计、国际会计研究。

## 生平
早年毕业于關西學院大學附属中学。1970年3月毕业于關西學院大學商学部，留校继续深造，1975年完成博士课程。1977年至1979年，在美国華盛頓大學担任客座研究员。1985年升任關西學院大學商学部教授。1987年3月获商学博士学位。2002年至2008年担任校长。2016年退休，成为名誉教授。2019年起任關西学院理事长。曾任世界会计学会会长、日本会计研究学会会长。2020年12月2日上午5时48分在兵库县宝塚市逝世。